# Kościół w Auvers
Kościół w Auvers (hol. De kerk in Auvers, ang. The Church at Auvers) – obraz Vincenta van Gogha namalowany w czerwcu 1890 podczas trzymiesięcznego pobytu artysty w niewielkiej miejscowości Auvers-sur-Oise, położonej na północ od Paryża.
Van Gogh namalował Kościół w Auvers w tym samym tygodniu co portret doktora Gacheta.
Nr kat.: F 789, JH 2006.

## Historia
W maju 1890 Vincent van Gogh przybył do Auvers-sur-Oise po rocznym pobycie w Saint-Rémy. Obaj z bratem Theo zgodzili się, że będzie to najlepsze rozwiązanie, jeżeli będą mieszkać niedaleko od siebie. Vincent van Gogh znalazł dodatkowo w tym miejscu opiekę doktora Paula Gacheta. W lipcu tego samego roku popełnił samobójstwo.
Kościół w Auvers razem z innymi płótnami, jak choćby Ratusz w Auvers, oraz kilkoma mającymi za temat małe domy kryte strzechą, stanowi wspomnienie północnych krajobrazów z okresu dzieciństwa i młodości artysty. Pewna nostalgia za północą ujawniła się już podczas ostatnich tygodni jego pobytu w Saint-Rémy w Prowansji; w liście napisanym do brata na kilka tygodni przed wyjazdem napisał:
Pomimo że byłem chory, namalowałem z pamięci kilka małych płócien, które zobaczysz później, [stanowiących] pamiątki z Północy.

## Opis

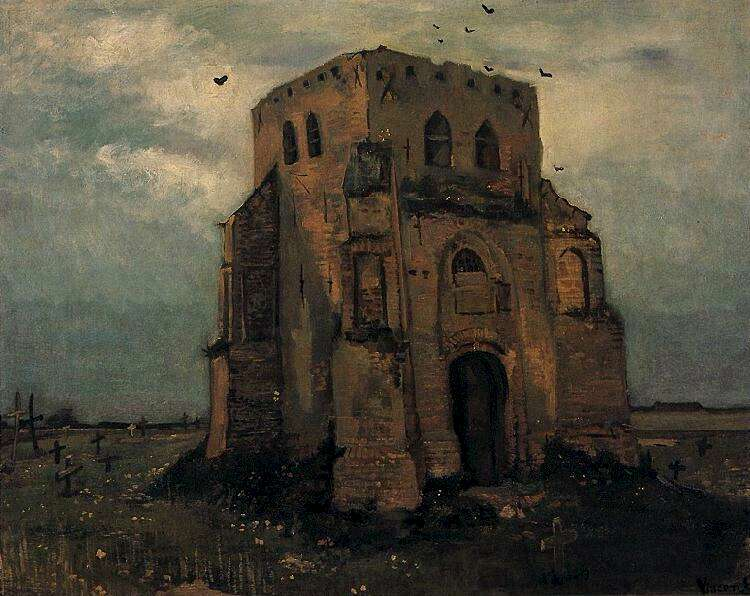
Obraz „Stara wieża cmentarna w Nuenen”, 1885, Muzeum Vincenta van Gogha

Artysta opisując swoje dzieło wyraźnie odwołał się do podobnej pracy, którą namalował w Nuenen, gdy przebywał tam w latach 1883–1885. Pisał o tym w liście do siostry Willeminy:
Mam duży obraz wiejskiego kościoła – rezultat, który przedstawia budynek w fioletowym odcieniu na tle nieba w prostym, ciemnoniebieskim kolorze, w czystym kobalcie. Witrażowe okna widoczne są jako ultramarynowe kleksy, dach jest fioletowy, częściowo pomarańczowy. Z przodu trochę kwitnących roślin, piasek połyskujący różowo w słońcu. To jeszcze raz niemal to samo, co studiowałem w Nuenen, kiedy tam byłem – stara, cmentarna wieża, może tylko kolor jest teraz bardziej ekspresyjny, bardziej okazały.

## Analiza i interpretacja

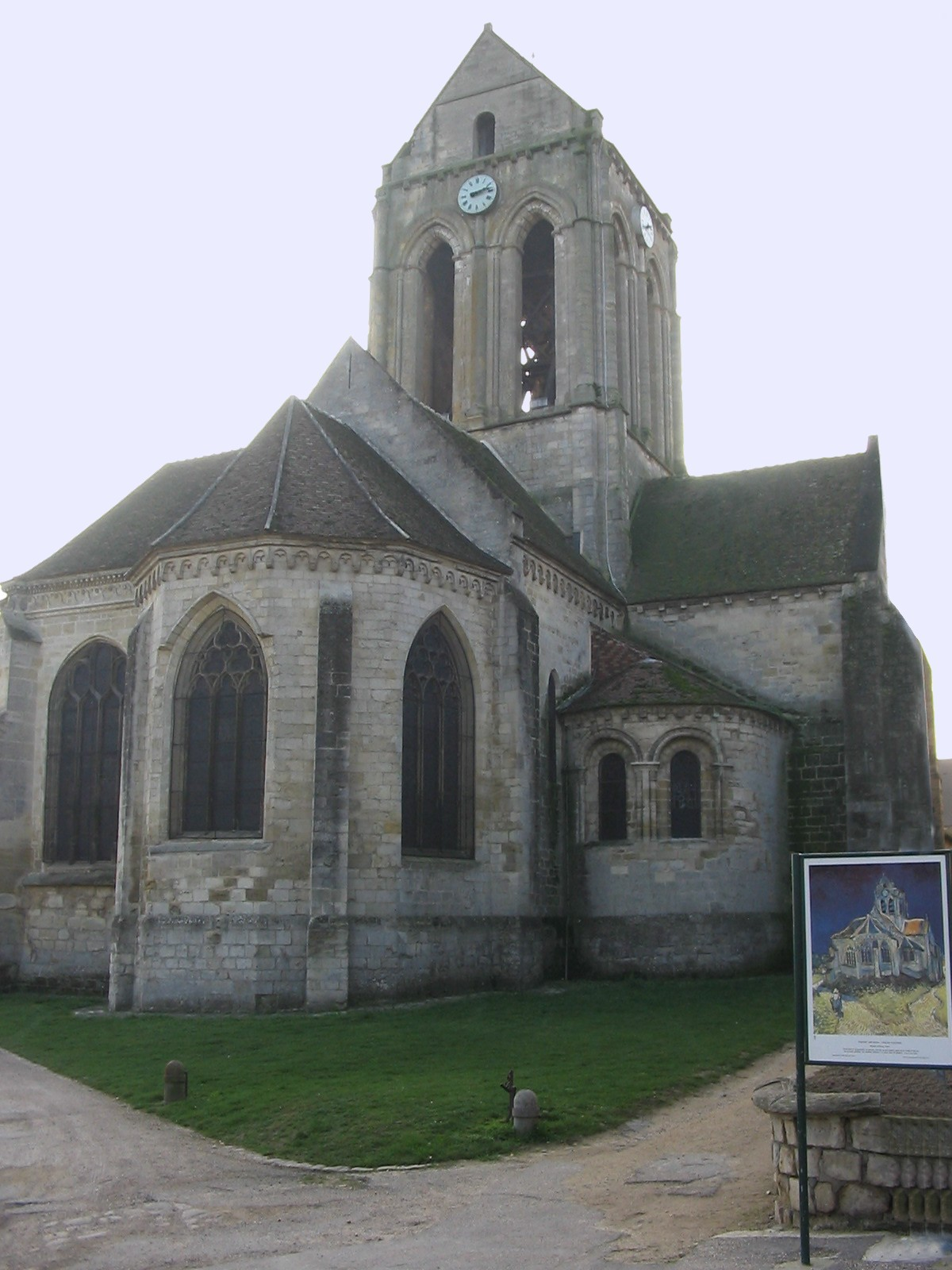
Kościół w Auvers dzisiaj

Podczas gdy przedni plan obrazu jest oświetlony przez słońce, sam kościół jest pogrążony w cieniu, „ani nie odbija światła, ani sam go nie emituje”.
Kościół wyłania się z chorej wizji: nierówne dotknięcia zieleni, ochry, brązu i kobaltu powodują wrażenie niestabilności bryły, która mogłaby w każdej chwili rozpaść się lub wzlecieć ku niebu. Bryła kościoła jest dodatkowo podkreślona przez motyw rozbiegających się ścieżek na pierwszym planie. Wzburzone niebo wydaje się dokonywać inwazji na wszystko, co znajduje się na ziemi; emanuje ono nawet z okien kościoła; ciemne niebo sugerować by mogło, że obraz został namalowany częściowo o zmroku, gdyby nie stosunkowo jasny pierwszy plan, oświetlony nieco przez słońce, świecące z południowego wschodu (sam artysta wspomniał o „piasku połyskującym różowo w słońcu”). Ścieżka na prawo, prowadząca w dal, w kierunku od widza, podobno wiodła na cmentarz. Kobieta oddalająca się drugą ścieżką miała reprezentować amalgamat wszystkich kobiet, które van Gogh kochał w przeszłości. Według innych natomiast kobieta owa wygląda na poczciwą starą wieśniaczkę krzątającą się przy kościele. Fakt, iż kościół nie ma widocznych drzwi, ani żadnego wejścia, może być rozpatrywany jako reakcja Vincenta na oficjalną religię, chociaż w gotyckich kościołach widzianych z tej pozycji drzwi nigdy nie były widoczne.

## Odniesienia w kulturze
- obraz Kościół w Auvers odegrał ważną rolę w odcinku „Vincent and the Doctor” brytyjskiego serialu science-fiction Doktor Who. W oknie kościoła ukazuje się dziwny stwór (nazywający się „Krafayis”). Gdy główny bohater serialu, Jedenasty Doktor, usiłuje przy pomocy towarzyszki Amy Pond i Vincenta van Gogha pokonać stwora, obraz powraca do swego normalnego stanu[10].